# 東郷村 (千葉県)
東郷村（とうごうむら）は、千葉県長生郡（長柄郡）にかつて存在した村である。
現在の茂原市の東部に位置している。合併後に新設された大字東郷や、茂原市立東郷小学校などにその名をとどめる。

## 沿革
- 1889年（明治22年）4月1日 - 町村制施行により谷本村、千町村、町保村、六ツ野村、小轡村、新小轡村、木崎村、本小轡村、七渡村が合併して長柄郡東郷村が発足。
- 1897年（明治30年）4月1日 - 長柄郡、上埴生郡が統合されて長生郡となる。
- 1952年（昭和27年）4月1日 - 茂原町、豊田村、二宮本郷村、鶴枝村、五郷村と合併し、茂原市を新設。同日東郷村廃止。